# Arorae
Arorae (precedentemente conosciuta con i seguenti nomi: Arorai, Arurai, Hope Island o Hurd) è un atollo situato nella Repubblica di Kiribati prossimo all'equatore.

## Geografia
L'atollo ha una superficie di 9,5 km² ed ha una popolazione di circa 1 225 abitanti (al censimento del 2000) la maggior parte dei quali di religione protestante.

I principali villaggi dell'atollo sono Nanimona, Roreti, Tamaroa e Taribo.
L'atollo è formato da basse e piatte isole coralline con una forma allungata. Raggiunge i 9 chilometri di lunghezza e 1 km di larghezza. Perché si tratta di un piccolo atollo, non vi è alcuna laguna.

## Cultura
Arorae culturalmente è stata influenzata da Samoa più di qualsiasi altra isola delle Gilbert. Questo perché missionari samoani vi si stabilirono convertendo gli isolani alla chiesa protestante.
| Controllo di autorità | VIAF (EN) 236998006 · GND (DE) 4508618-7 |